# Ян (Регенсбург)
СК «Ян Регенсбург» (нім. Sport- und Schwimmverein Jahn Regensburg e. V.) — німецький футбольний клуб з Регенсбурга, заснований у 1907 році. Виступає в Другій Бундеслізі. Домашні матчі приймає на стадіоні «Континенталь Арена», місткістю 15 210 глядачів.